# La Tour-du-Meix
La Tour-du-Meix település Franciaországban, Jura megyében. Lakosainak száma 262 fő (2022. január 1.). La Tour-du-Meix Largillay-Marsonnay, Barésia-sur-l’Ain, Coyron, Orgelet és Plaisia községekkel határos.

## Népesség
A település népességének változása:
| Lakosok száma | 189  | 156  | 167  | 214  | 234  | 232  | 231  | 245  | 250  | 262  |
|               | 1968 | 1982 | 1990 | 2006 | 2013 | 2015 | 2017 | 2019 | 2020 | 2022 |